# Эриванская епархия
Эриванская (Ереванская) епархия Эчмиадзинского патриархата Армянской Апостольской церкви (арм. Հայ Առաքելական եկեղեցու Կիլիկիայի պատրիարքության Էրիվանի (Երևանի) թեմ) — упразднённая епархия католикоса Армянской Апостольской церкви, бывшая в составе Эчмиадзинского патриархата с центром в городе Эривань (Ереван).
Вместо упразднённой Эриванской епархии сегодня на её территории действуют Араратская (с центром в Ереване), Ширакская, Армавирская, Гегаркуникская, Арагацотнская и Котайкская епархии (все находятся на территории Республики Армения)

## История
В юрисдикцию Эриванской епархии входила территория Эриванской губернии Российской империи. По данным на 1911 год количество верующих Армянской Апостольской церкви — 250.000, общин — 225.
Епархия имела 240 церквей.